# 聖保羅足球會
聖保羅足球俱樂部常被稱為聖保羅，這是一家相當老牌的巴西足球隊伍。隊伍創立於1930年不過在1935年球會又改組。聖保羅常被其球迷暱稱為三色隊。
它們是巴西足球聯賽上最成功的隊伍之一，不論是國內聯賽或著是南美解放者杯還是洲際杯都有相當大的成就。奪得無數桂冠。
聖保羅足球會主場是Cícero Pompeu de Toledo(莫隆比球場)，可容納八萬人，完工於1960年。聖保羅主場球衣一直是以紅黑白三線為主，這也是三色隊所代表的意義。

## 歷史

### 1900–1934年：從Paulistano到São Paulo da Floresta
在1900年業餘球會Clube Atlético Paulistano成立。在他們贏得一些桂冠之後，遭逢巴西足球聯賽的職業化，球會卻決議退出足球運動。當時另一支球會Associação Atlética das Palmeiras也是有同樣的決議。所以兩隊的球員和球迷就在1930年共同成立了São Paulo Futebol Clube，是為今日聖保羅的前身。在1931年，新球會拿下了合併以來第一個桂冠；新球會在1933年首度參加巴西職業足球聯賽，他們第一場就以5-1擊敗山度士。
不過新球會好景不常，因為董事會欠下了大筆債務，所以球會決議在1935年和Clube de Regatas Tietê合併，而足球的賽事也停止參加。

### 1935–1939年：最終的São Paulo FC（聖保羅足球會）
就在球會被合併不久後，當時的Clube Atlético São Paulo創辦人又創造一支名為Grêmio Tricolor的隊伍，這支隊伍後來改名為São Paulo Futebol Clube；就這樣，今日的聖保羅足球會在1935成型。
新球會第一場比賽是在1936年對上Portuguesa Santista。不過這一場比賽差一點就因為聖保羅程的加年華而取消。後來在球會歌的作者也是球會監督之一的Porphyrio da Paz求情之下，比賽才得以繼續。
聖保羅的重生非常受到矚目，不過實力卻很弱。為了加強球隊的實力，聖保羅和Estudantes Paulista合併。也因為這次合併，聖保羅奪得Campeonato Paulista(聖保羅州足球聯賽)賽事的第二名。

### 1940–1950年：發動機隊現身
隨著1940年Pacaembu體育場正式完工，聖保羅州的足球也開始了新的年代。聖保羅足球會是當時聖保羅州得利最多的球會。在1941年球會再次居於聖保羅州足球聯賽亞軍，隔年聖保羅以鉅資自佛拉門哥購入Leônidas da Silva，他當時被譽為全球最佳球員。
聖保羅（SPFC）當時身為其州的主要俱樂部，擁有充分實力擴軍。它們買進許多一流球員，如阿根廷的António Sastre和巴西的Noronha、Bauer、Zezé Procópio、Luizinho、Rui以及Teixeirinha。由於這些世界一級攻擊球員，聖保羅被賦予發動機隊。它們在40年代5度獲得聖保羅州聯賽(1943年、1945年、1946年、1948年和1949年)。
當時聖保羅以Canindé球場為訓練基地，不過後來球會卻將其售予Portuguesa隊；以籌措興建莫隆比球場的資金。

### 1951–1957年：低潮期
聖保羅（SPFC）在1950年代初期表現並不出色，他們在1953年奪得省際足球聯賽冠軍。
聖保羅（SPFC）再一次贏得省際足球聯賽冠軍是1957年，當時他們陣中主力是一名35歲來自Carioca的球員Zizinho。50年代聖保羅（SPFC）的經理是來自匈牙利的Bela Guttman，自他上任以來就面臨球王貝利率領的山度士崛起但因筹备莫隆比（Morumbi）球場的建造幾乎耗盡了所有資源。聖保羅（SPFC）遭逢了很長一段時間沒有得到獎盃的低潮期。

### 1958–1969年：只關注主場
由於球會投注心力於莫隆比球場（Morumbi）的建設，所以不肯花費大筆資金於球員的購買；當時球會購入相當少量的球員，而且價格都很低；12年來只有Roberto Dias和Jurandir是例外。
聖保羅（SPFC）在贏得57年的聖保羅州聯賽之後12年，什麼重要獎項都沒得過。在1960年莫隆比（Morumbi）球場終於落成，因為大部分球場建設期間是Cícero Pompeu de Toledo擔任球會主席，所以球場便以他名字命名。
這12年間唯一令人欣喜的是於63年的聖保羅州聯賽，球會以4-1狂掃球王貝利的山度士。

### 1970–1975年：再現光榮
在1970年莫隆比球場完成自1960年落成後的修改和擴充。當時球會也進行球員的擴充；他們購入了Gérson(來自Botafogo)、烏拉圭的Pedro Rocha(來自烏拉圭民族隊)以及射手Toninho Guerreiro(來自山度士)。當時球會是由Zezé Moreira帶領，他是1954世界盃巴西國家足球隊的总教练。在球會擴軍後，聖保羅贏得1970年的聖保羅州聯賽冠軍。
在1971年聖保羅衛冕聖保羅州聯賽冠軍，而對上班底與去年相同。球會以1-0擊敗怕梅拉斯，那一分是由Toninho Guerreiro踢進的。同年度，聖保羅第一次排名巴西全國足球聯賽(Campeonato Brasileiro)亞軍，他們排在Telê Santana率領的Atlético Mineiro之後。
在接下來的幾年之中，貝利的山度士和Corinthians球會開始走下坡，取代他們開始稱霸聖保羅州的就是聖保羅足球會和怕梅拉斯。在1972年，帕隊以一分積分之差險勝聖保羅，奪下聖保羅州聯賽冠軍。1973年帕隊成為全國足球聯賽冠軍，聖保羅次之。1974年，聖保羅爭議性的在南美解放者杯決賽重賽中，負於阿根廷的獨立隊。
在1975年，前球會守門員José Poy執掌球會，助其奪得當年度的聖保羅省聯賽。

### 1976–1979年：實力證明
Waldir Perez、Chicão和Serginho是當時球會的最佳球員，他們在1977年成功奪下巴西全國足球聯賽冠軍。聖保羅在Mineirão以点球大战擊退Atlético Mineiro。在那之後球會到1980年之前都沒有贏得獎項，當時效力於球會的Serginho Chulapa是隊史頭號得分手。

### 1980年代：三色十年
在1980年代聖保羅贏的了為數相當可觀的獎杯。當時陣中的兩名天賦異秉的中衛José Oscar Bernardi和Dario Pereyra；他們幫助聖保羅贏得1980年與1981年的聖保羅州聯賽。
1984年新任隊經理Cilinho引進了Silas，Müller及Sidney。同年聖保羅贏得聖保羅州聯賽冠軍。當時隊上中鋒Careca是1986年巴西隊的世界杯班底；中場球員Falcão有羅馬之王稱號，是來自意甲的AS羅馬。
1986年在貝貝率領之下，球會贏得隊史上第二個巴西全國足球聯賽冠軍，隔年則奪下聖保羅州聯賽冠軍。1989年是三色十年的結束，三色十年伴隨著89年的聖保羅州聯賽冠軍和巴西全國足球聯賽亞軍結束。

### 1990–1995年：Telê年代
在1991年時，已經連續兩年是巴西全國足球聯賽亞軍的聖保羅，第三度奪下這項聯賽的冠軍殊榮；當時他們擊敗Carlos Alberto Parreira率領的Bragantino球會。
在1992年，Telê的聖保羅隊憑藉旗下的Zetti和Raí進入了南美解放者杯決賽，它們在決賽中擊敗來自阿根廷的紐維爾舊生隊。決賽第一輪聖保羅以1分負於老童隊主場；第二輪聖保羅在主場以1分勝客隊，最後在点球大战中獲勝。
92年的聖保羅除了解放者杯外，更在東京的洲際杯稱霸，這也是隊史上第一座洲際杯。它們以2-1擊敗了告魯夫率領的巴塞隆納。回國之後，聖保羅擊敗帕梅拉斯成為聖保羅省冠軍杯冠軍。
在1993年聖保羅再度奪下解放者杯，他們擊敗來自智利的大學隊。在比賽結束之後Raí離開聖保羅。同一年的聖保羅又奪繼去年下洲際杯。它們在東京以3-2擊敗卡佩羅索率領的AC米蘭；Müller在第86分鐘攻入致勝球。 
1994年聖保羅三度叩關解放者杯，不過這一次來自阿根廷的Vélez Sarsfield卻在聖保羅的主場的点球大战中擊敗聖保羅。

### 1996–2004年：後Telê年代
由於健康因素，Telê Santana在1996年離隊。他為聖保羅帶來的黃金年代也宣告結束。在1995年到2004年間，聖保羅換過14位球隊經理。這十年之中聖保羅獲得最令人矚目的獎項就是2000年的聖保羅省聯賽冠軍還有2001年隊史上第一座里約聖保羅杯冠軍。
Ceni、法比亞諾和卡卡是這期間對上的新星。Raí曾於98年短暫為聖保羅效力，他也為球隊贏得當年度的聖保羅省聯賽冠軍。Émerson Leão在2004年上任成為經理，他將帶領球隊再創高峰。

### 2005年：再一次登上世界頂端
在2005年，由Leão执掌总教练职为聖保羅足球俱樂部贏得了聖保羅洲聯賽冠軍。然而他很快就離開聖保羅足球会。Paulo Autuori接替他成為新任总教练，Paulo Autuori先前擔任過祕魯足球國家隊的教练。聖保羅接著便奪得南美解放者杯，他們在決賽擊敗另一支來自巴西的隊伍Athletico Paranaense。Athletico Paranaense的主場容量不符南美洲足球協會對解放者盃的最低容量規定，所以他們要在其他場地比賽。第一輪在Estádio Beira-Rio的較量，兩隊打平；第二輪在聖保羅主場，聖保羅以4-0大勝對手。聖保羅成為第一個三度奪得解放者盃的巴西球隊。
在2005年12月。聖保羅在國際足協世界冠軍球會盃決賽以1-0擊敗英超的利物浦隊。這是聖保羅第三次奪得洲際足球競賽冠軍，也登上了世界頂端。

## 殊榮

#### 國際賽事
- 洲際杯：1992, 1993
- 世界冠軍球會盃：2005
- 小俱乐部世界杯：1955，1963

#### 南美洲賽事
- 南美解放者杯：1992，1993，2005
- 南美足联杯：1994
- 南美杯：2012
- 南美超級杯：1993
- 南美优胜者杯：1993，1994
- 南美大师杯：1996

#### 國內賽事
- 巴西足球甲級聯賽：1977，1986，1991，2006，2007，2008
- 聖保羅州足球聯賽：1931，1943，1945，1946，1948，1949，1953，1957，1970，1971，1975，1980，1981，1985，1987，1989，1991，1992，1998，2000，2005， 2021.
- 超級聖保羅洲足球聯賽: 2002.
- 里約聖保羅杯：2001
- 巴西世界冠军杯：1995，1996 （仅由巴西本地取得过世俱杯冠军参加，故纳入国内赛事）

#### 青年赛事
- 国际足联青年杯：1999，2000 ( Blue Stars/FIFA Youth Cup )
- 足联世界俱乐部青年杯：2007，2008
- 聖保羅青年盃：1993，2000，2010， 2019 （ 至2016年实际为巴西全国最重要的青年杯赛事 ）
- 南大河青年盃：2015，2016，2017 （ 至2016年实际为巴西全国第二重要的青年杯赛事 ）
- 美景市青年盃：1987，1997，2016，2017 （ 至2016年实际为巴西全国第三重要的青年杯赛事 ）
- 南美解放者杯 U-20：2016
- 巴西抱负杯 U-20：2018
- 巴西杯 U-20：2015，2016，2018
- 超级巴西杯 U-20：2018
- 聖保羅州足球聯賽 U-20：1954，1955， 1956， 1969， 1987， 1995， 1999， 2000， 2011， 2016
- 聖保羅州足协金杯 U-20：2015，2016，2017
- Dallas Cup U-19：1995，2007，2009
- 巴西杯 U-17：2013，2020
- 超级巴西杯 U-17：2020
- 聖保羅州足球聯賽 U-17：2006，2015，2016，2019
- Manchester United Premier Cup U-15：2002，2009
- 巴西杯 U-15：2008
- 聖保羅州足球聯賽 U-15：1999，2007， 2008， 2014，2018
- 聖保羅州足球聯賽 U-13：2019
- 聖保羅州足球聯賽 U-11：2018

## 球员名单
| 編號  | 國籍     | 球員名字                             | 位置  | 出生日期       |       |       |       |
| 门 将 | 门 将    | 门 将                                | 门 将 | 门 将          | 门 将 | 门 将 | 门 将 |
| ----- | -------- | ------------------------------------ | ----- | -------------- | ----- | ----- | ----- |
| 1     | 巴西     | 费利佩·阿尔维斯（Felipe Alves）      | 門將  | 1988年5月21日  |       |       |       |
| 23    | 巴西     | 拉斐尔（Rafael）                     | 門將  | 1989年6月23日  |       |       |       |
| 93    | 巴西     | Jandrei（Jandrei）                   | 門將  | 1993年3月1日   |       |       |       |
| 后 卫 |          |                                      |       |                |       |       |       |
| 2     | 巴西     | 伊戈尔·维尼修斯（Igor Vinícius）     | 左闸  | 1997年4月1日   |       |       |       |
| 3     | 委內瑞拉 | 纳韦尔·费拉雷西（Nahuel Ferraresi）  | 中坚  | 1998年11月19日 |       |       |       |
| 4     | 巴西     | 迭戈·科斯塔（Diego Costa）           | 中坚  | 1999年7月21日  |       |       |       |
| 5     | 厄瓜多尔 | 罗伯特·阿沃莱达（Robert Arboleda）   | 中坚  | 1991年10月22日 |       |       |       |
| 6     | 巴西     | 威灵顿（Welinton）                   | 左闸  | 2001年2月19日  |       |       |       |
| 13    | 巴西     | 拉菲尼亚（Rafinha）                  | 右闸  | 1985年9月7日   |       |       |       |
| 28    | 阿根廷   | 艾伦·佛朗哥（Alan Franco）           | 中坚  | 1996年10月11日 |       |       |       |
| 30    | 葡萄牙   | 若昂·莫雷拉（João Moreira）          | 右闸  | 2004年5月21日  |       |       |       |
| 34    | 巴西     | 拉易·拉莫斯（Raí Ramos）             | 右闸  | 1994年5月6日   |       |       |       |
| 35    | 巴西     | 卢卡斯·贝拉尔多（Lucas Beraldo）     | 中坚  | 2003年11月24日 |       |       |       |
| 36    | 巴西     | 帕特里克·兰萨（Patryck Lanza）       | 左闸  | 2003年1月18日  |       |       |       |
| 38    | 巴西     | 卡约·保利斯塔（Caio Paulista）       | 左闸  | 1998年5月11日  |       |       |       |
| 45    | 巴西     | 内森（Nathan）                       | 右闸  | 2002年8月19日  |       |       |       |
| 中 场 |          |                                      |       |                |       |       |       |
| 7     | 巴西     | 卢卡斯·莫拉（Lucas Moura）           | 边锋  | 1992年8月13日  |       |       |       |
| 8     | 巴西     | 卢安 (1999年足球员)（Luan）          | 后腰  | 1999年5月14日  |       |       |       |
| 11    | 巴西     | 罗德里戈·内斯托（Rodrigo Nestor）    | 中场  | 2000年8月9日   |       |       |       |
| 14    | 阿根廷   | 朱利亚诺·加洛普（Giuliano Galoppo）  | 中场  | 1999年6月18日  |       |       |       |
| 15    | 乌拉圭   | 米歇尔·阿劳约（Michel Araújo）       | 中场  | 1996年9月28日  |       |       |       |
| 18    | 巴西     | 罗德里吉尼奥·马里尼奥（Rodriguinho） | 中场  | 2004年3月16日  |       |       |       |
| 19    | 哥伦比亚 | 哈梅斯·罗德里格斯（James Rodríguez） | 边锋  | 1991年7月12日  |       |       |       |
| 20    | 乌拉圭   | 加布里埃尔·内维斯（Gabriel Neves）   | 后腰  | 1997年8月11日  |       |       |       |
| 21    | 厄瓜多尔 | 塞瓦斯·门德斯（Jhegson Méndez）      | 中场  | 1997年4月26日  |       |       |       |
| 25    | 巴西     | 艾莉森（Alisson）                    | 前腰  | 1993年6月25日  |       |       |       |
| 27    | 巴西     | 韦宁顿·拉托（Wellington Rato）       | 前腰  | 1992年6月18日  |       |       |       |
| 37    | 巴西     | 泰拉斯·科斯塔（Talles Costa）        | 中场  | 2002年8月2日   |       |       |       |
| 前 锋 |          |                                      |       |                |       |       |       |
| 9     | 阿根廷   | 乔纳森·卡莱里（Jonathan Calleri）    | 前锋  | 1993年9月23日  |       |       |       |
| 10    | 巴西     | 盧西亞諾·內維斯（Luciano）           | 前锋  | 1993年5月18日  |       |       |       |
| 12    | 巴西     | 阿歷山大·柏圖（Alexandre Pato）      | 前锋  | 1989年9月2日   |       |       |       |
| 22    | 巴西     | 戴维（David）                        | 前锋  | 1995年10月17日 |       |       |       |
| 31    | 巴西     | 胡安（Juan）                         | 前锋  | 2002年3月7日   |       |       |       |
| 32    | 葡萄牙   | 马科斯·保罗（Marcos Paulo）          | 前锋  | 2001年2月1日   |       |       |       |
| 49    | 巴西     | 埃里森（Erison）                     | 前锋  | 1999年4月13日  |       |       |       |

## 著名球星
- 阿莫魯索
- 戈麥斯
- 佛蘭卡
- 儒尼奧
- 迭戈·卢加诺
- 卡卡
- 李奧納多
- 賽吉奧
- 罗杰里奥·切尼

### 虚构人物
- 大空翼

## 外部連結
- 官方網站 （页面存档备份，存于）